# Marc Alpozzo
Marc Alpozzo (New York, 22 novembre 1969) è uno scrittore francese.
È docente di filosofia; si occupa inoltre delle nuove tecnologie legate a Internet e alle Reti mondiali di comunicazione. Ha pubblicato numerosi articoli in varie riviste. È autore di romanzi, racconti, sceneggiature. Le sue opere risentono dell'influsso della letteratura di fantascienza e noir.
Nell'ottobre 2000 fondò, assieme a René-Philippe Halm, la casa editrice CY Editions (chiusa nel 2003), con l'intento di pubblicare scrittori inediti di nicchia, scientifici e accademici, sfruttando le potenzialità di distribuzione degli e-book oltre che dei libri cartacei.

## Opere
- 2001: Labyrinthe(s), romanzo
- 2003: Caméra, romanzo
- 2005: Des possédés, racconti